# Jerzy Malinga
Jerzy Zdzisław Malinga (ur. 7 stycznia 1940 w Szczebrzeszynie) – polski działacz partyjny i państwowy, w latach 1977–1980 wicewojewoda jeleniogórski.

## Życiorys
Syn Juliana (1908–1952) i Bronisławy. Jego ojciec był karykaturzystą, kapitanem Wojska Polskiego i żołnierzem Armii Andersa, walczył w ramach Samodzielnej Brygady Strzelców Karpackich. Po wojnie powrócił do rodzinnego Krasnegostawu, następnie do śmierci mieszkał w Bolesławcu. Jerzy Malinga wstąpił do Polskiej Zjednoczonej Partii Robotniczej. W 1975 został kierownikiem Wydziału Ekonomicznego w Komitecie Wojewódzkim PZPR w Jeleniej Górze, potem od 1977 do 1980 zajmował stanowisko wicewojewody jeleniogórskiego. Jednocześnie w latach 1977–1980 zasiadał w egzekutywie KW PZPR w Jeleniej Górze.